# Jeff Flake
Jeffry Lane "Jeff" Flake (født 31. december 1962 i Snowflake, Arizona) er en amerikansk republikansk politiker. Han var medlem af USA's senat valgt i Arizona fra 2013 indtil 2019. Han var medlem af Repræsentanternes Hus i perioden 2001–2013.